# Me. I Am Mariah... The Elusive Chanteuse
Me. I Am Mariah... The Elusive Chanteuse é o décimo quarto álbum de estúdio da cantora e compositora norte-americana Mariah Carey, lançado em 23 de maio de 2014 através da Def Jam Recordings. O disco estava em desenvolvimento desde 2011; durante sua produção, Carey contratou o amigo e colaborador Randy Jackson para gerenciar sua carreira, antes de substituí-lo por outro frequente colaborador, Jermaine Dupri. O álbum incluiu colaborações com Nas, Miguel, Wale e Fabolous, além dos gêmeos de Carey, Moroccan e Monroe. Na edição deluxe do álbum, R. Kelly e Mary J. Blige aparecem, respectivamente, nos remixes de duas canções, "Betcha Gon' Know" e "It's a Wrap", oriundas do décimo segundo álbum de Carey, Memoirs of an Imperfect Angel (2009). Esses remixes estariam originalmente presentes no álbum de remixes cancelado da cantora, Angel's Advocate (2010).
Originalmente intitulado The Art of Letting Go, o álbum tinha lançamento previsto para 2012, no entanto, após o fracasso comercial do single "Triumphant (Get 'Em)", com Rick Ross e Meek Mill, canções adicionais foram gravadas, fazendo que o álbum fosse adiado várias vezes pela gravadora ao longo de 2013 e 2014. Junto com Bryan-Michael Cox, Carey e Dupri foram produtores executivos do disco. O nome vem de um autorretrato que Carey desenhou quando era muito jovem, com a legenda "Me. I Am Mariah". A parte do álbum chamada "The Elusive Chanteuse" é um apelido que Carey deu a si mesma para o álbum.
Me. I Am Mariah... The Elusive Chanteuse foi divulgado através de inúmeras aparições de Carey na mídia, bem como pelo The Elusive Chanteuse Show. Quatro singles foram lançados do álbum, sendo eles: "Beautiful" (um dueto com Miguel), que conquistou o top 15 da Billboard Hot 100, "The Art of Letting Go", "You're Mine (Eternal)" e "You Don't Know What to Do" (com participação do rapper Wale).

## Antecedentes e concepção
Em 25 de setembro de 2009, o décimo segundo álbum de estúdio de Carey, Memoirs of an Imperfect Angel, foi lançado. Após o cancelamento do Angels Advocate, um álbum de remix de Memoirs of an Imperfect Angel, posteriormente foi anunciado que Carey voltaria ao estúdio para começar a trabalhar em seu décimo terceiro álbum de estúdio. Mais tarde foi revelado que seria seu segundo álbum de natalino, a sequência de Merry Christmas (1994). O álbum, intitulado Merry Christmas II You , foi lançado juntamente com um DVD que acompanha, e chegou às lojas em 2 de novembro de 2010. Merry Christmas II You estreou no número quatro na Billboard 200 com vendas de 56.000 cópias, superando as vendas da semana de abertura do álbum natalino anterior de Carey de 45.000 cópias, 16 anos antes. Ele também se tornou o décimo sexto álbum mais vendido de Carey nos Estados Unidos. O álbum estreou em primeiro lugar na parada de álbuns de R&B/Hip-Hop, tornando-se o segundo álbum de Natal no topo deste gráfico. Após o nascimento de seus filhos, Carey começou a trabalhar em seu décimo quarto álbum de estúdio.

## Desenvolvimento
A primeira indicação de que Carey começou a trabalhar em seu décimo quarto álbum de estúdio foi em fevereiro de 2011, com Carey afirmando: "Eu começo a escrever para o meu novo álbum esta semana, mas é apenas o começo ...". Em março de 2011, a assessora de Carey disse que ela iria doar royalties da música "Save the Day", que ela escreveu para seu próximo álbum de estúdio, para instituições de caridade que criam conscientização sobre questões de direitos humanos. Seu marido, Nick Cannon, disse à Billboard em maio de 2011, que Carey já havia completado uma boa quantidade de gravações para um novo álbum, alguns meses antes e durante sua gravidez: "Ela está planejando lançar um [novo single] este ano. Ela está trabalhando fora, e nós temos um estúdio em casa, e [a gravidez] a inspirou totalmente em muitos níveis diferentes". Além disso, Cannon confirmou que Carey havia sido inspirada por seu álbum de estréia auto-intitulado e o subsequente, Emotions.
Em janeiro de 2012, Cannon atualizou todos sobre o estado do álbum, dizendo: "Minha linda esposa está planejando retornar ao cenário musical depois de tirar uma folga para se concentrar na gravidez e no nascimento de nossos dois maravilhosos bebês, Marroquino e Monroe". Em 3 de agosto de 2012, Carey lançou "Triumphant (Get 'Em)", uma colaboração com os rappers Rick Ross e Meek Mill, que foi originalmente considerado o primeiro single de seu próximo álbum de estúdio. O single recebeu baixo desempenho tanto crítico quanto comercial, e acabou sendo descartado do álbum. A The Island Def Jam Music Group foi fechada pela Universal Music Group em 1 de abril de 2014. A Island Records e a Def Jam Recordings operam como entidades separadas, com Carey sendo transferida da Island para a Def Jam.

## Gravação
Em setembro de 2011, o produtor e amigo Jermaine Dupri foi a sua rede social Global14 para revelar que ele está de volta ao estúdio com Carey trabalhando em novas músicas. Em julho de 2012, foi anunciado que Randy Jackson completou sete músicas com Carey para o álbum. Em agosto de 2012, Bryan Michael Cox disse sobre o álbum: "Ela estava empenhada em fazer isso antes de engravidar. Então ela engravidou e tirou uma folga. Então, depois que ela voltou, começamos a vibrar de novo e continuamos exatamente onde paramos. Eu apenas sinto que entre [o produtor] Jermaine Dupri, eu e ela, nós criamos algumas coisas que são realmente, realmente um corpo sólido de trabalho". Em setembro de 2012, Carey estava no estúdio com R. Kelly.
Carey disse sobre seu décimo quarto álbum de estúdio: "Eu estou colaborando com muitas das minhas pessoas favoritas, mas o principal é que eu não estou tentando seguir nenhuma tendência em particular, eu quero que seja bem recebido. Eu quero permanecer fiel a mim mesma e à música que eu amo e fazer os fãs felizes". Algumas das pessoas com quem Carey trabalhou no álbum incluem: DJ Clue?, Randy Jackson, Q-Tip, R. Kelly, David Morales, Loris Holland, Stevie J, James Fauntleroy, Ray Angry, Jermaine Dupri, Bryan-Michael Cox, James "Big Jim" Wright, Hit-Boy, The-Dream, Da Brat, e Rodney Jerkins.
Carey deu à Billboard uma entrevista exclusiva em sua edição de 9 de março de 2013, afirmando: "É sobre ter certeza que tenho toneladas de boas músicas, porque no final do dia, isso é a coisa mais importante .... Há muito mais baladas cruas do que as pessoas podem esperar ... há também músicas
uptempo e de assinatura que representam [minhas] diferentes facetas como artista ... Onde quer que estejamos com esse projeto, eu tentei manter a alma e o coração nisto". A Billboard também perguntou a Carey sobre o título do álbum, mas ela se recusou a revelá-lo. No final de março de 2013, Carey declarou que "tem músicas mais do que suficientes", mas "ela está no processo de terminar as coisas, mixar e tudo o mais".
Em 20 de junho de 2013; Carey estava no estúdio com Mike Will Made It e Young Jeezy. Em 3 de agosto, Carey estava no estúdio com o rapper Wale. Em setembro, Carey estava no estúdio com o rapper Nas. Em outubro, Jermaine Dupri foi anunciado como novo empresário da Carey. Em janeiro de 2014, Carey afirmou que haverá duas músicas covers no álbum e anunciou que terminou de sequenciar a lista de faixas do álbum. Em uma entrevista em fevereiro, Carey acrescentou que há músicas no álbum que são sobre seu marido Nick Cannon bem como músicas que ela escreveu especificamente para seus gêmeos marroquinos e Monroe. Nesse mesmo mês, Carey anunciou para a MTV News que ela adicionou três novas músicas à lista de faixas, uma gravação extra da Hitboy e dois novos remixes e afirmou a MTV News que ela estava no processo de escolher um novo título para o projeto. Os dois remixes são das canções "Betcha Gon 'Know" e "It's a Wrap", anteriormente apresentadas em  Memoirs of an Imperfect Angel; R. Kelly aparece no primeiro, enquanto Mary J. Blige aparece no segundo. As versões covers, foram confirmadas, sendo elas, "One More Try", de George Michael de 1988 e a regravação da canção patriótica "America the Beautiful" para a edição japonesa em CD do álbum.

## Música e letras
A música reage aos anos de descanso de Carey em quase todos os aspectos. Ela retorna ao tipo de grande balada e melodias formais, que anteriormente fizeram dela uma estrela. É o seu álbum mais melódico e menos moderno - ambos movimentos que a encantam..

 — Jim Farber, New York Daily News
Consistindo de quinze músicas e quatro músicas na edição de luxo. Me. I Am Mariah... The Elusive Chanteuse é um álbum de R&B com interpolações de diversos estilos musicais diversificados entre eles a música hip hop, hip hop soul, soul e alguns elementos de música disco e gospel. Mike Wass, do Idolator, descreveu o álbum como sendo um álbum conceitual que percorre as eras do R&B, da Motown até os anos 90, música disco e o começo do hip-hop.
Escrevendo para The Boston Globe, Sarah Rodman disse "Me. I Am Mariah... oferece hip-hop e música pop rítmica, baladas de poder influenciadas pelo gospel, soul old-school e disco em linha reta"; Rodman descreveu a produção do álbum como sendo construída sobre uma "atmosfera pulsante" e "faixas rítmicas inquietas". Jim Farber do New York Daily News, citou o álbum como um retorno de seu álbum de estúdio anterior Memoirs of an Imperfect Angel (2009), que Fader descreveu como "desastroso", Farber observou o conteúdo musical do álbum como contendo "grandes baladas" e melodias formais".
Melissa Maerz, da Entertainment Weekly, observou que a "nostalgia" é um tema recorrente, liricamente e musicalmente, continuando a comentar sobre isso dizendo que "os arranjos pegam emprestado dos clássicos da discoteca 'I'm Caught Up" Night Love Affair)' e o clássico 'Let Me Make Love to You'". Eric Henderson da Slant Magazine notou que a letra do álbum era "louca e pessoal", Henderson continuou chamando o conteúdo lírico do álbum de "deliberadamente confundindo inocência com perspicácia, esquecimento com felicidade". A voz de Carey no álbum foi descrita por Elysa Gardner do USA Today, como "melisma artístico, correias robustas e notas altas decorativas". Gardner continuou, observando o uso anterior dos "registros médios e baixos flexíveis para transmitir sentimentos simples e diretos".

## Composição
O álbum abre com "Cry", uma música gospel construída sobre um piano, "vocais fervilhantes e corridas encorpadas" contendo "órgãos rodopiantes e escalonamento improvisado". Descrita pela revista Billboard como sendo um dos momentos mais "pesados" do álbum, liricamente a música discute o desejo de Carey de segurar um namorado até que ambos comecem a "gritar". "Faded" é uma canção de R&B "melindrosa" produzida por Mike Will Made It, a canção e os vocais de Carey são influenciandos pelos gêneros hip-hop e música pop com R&B "Dedicated" apresenta o rapper americano Nas, a música contém uma amostra de "Da Mystery of Chessboxin" e liricamente discute nostalgia, com Mariah e Nas refletindo sobre seus relacionamentos passados e como eles moldaram suas vidas.
"#Beautiful" é uma música R&B e soul de ritmo médio e despojado. Com "grandes vocais" de Carey combinado com "assinatura eclética de rock and roll" resultados de Miguel em "#Beautiful", com uma vibração da velha escola a ele uma reminiscência da era Stax Records/Motown Records era, de acordo com um revisor do The Honesty Hour. "Thirsty" é uma música hip hop e R&B, que dura por três minutos e 26 segundos. "Thirsty" é sobre como o namorado de Carey tem uma sede de fama que faz com que ela se afogue em sua própria miséria. O rapper americano Rich Homie Quan executa os vocais de fundo em "Thirsty", embora ele não seja creditado na lista de faixas do álbum. Ele, no entanto, aparece como um artista de destaque em uma versão alternativa encurtada da música, e executa um verso de rap.
"Make It Look Good", liricamente fala sobre "ser tocada" por um homem, mas ela está decidindo "apenas seguir com isso", a música é construída sobre uma batida de "anos 80" que contém interpolações de "Let Me Make Love to You", escrito pelos músicos Walter "Bunny" Sigler e Allan Felder. "You're Mine (Eternal)" é uma canção de amor que dura por três minutos e quarenta e dois segundos. A música utiliza uma batida hipnótica e "suave, estável", que lenta mas gradualmente se transforma em um clímax repentino no final. Liricamente, a faixa apresenta Carey relembrando um namorado do passado.
"You Don't Know What to Do" apresenta o rapper americano Wale e contém interpolações de "Estou preso em um caso de amor de uma noite", escrito por Patrick Adams e Terri Gonzalez. A música é uma faixa inspirada no disco que contém uma batida comparada a sonoridade de músicas de 1977. "Supernatural" é um "corte meloso" com os filhos de Carey creditados como "Dem Babies". "Meteorite" é construído sobre uma "batida disco", liricamente a música é um "comentário sobre a cultura das celebridades", e contém uma amostra de "Goin 'Up in Smoke", interpretada por Eddie Kendricks. "Camouflage" é uma balada de piano, seguido por "Money" com o rapper Fabulous e apresenta um sample de "Alabeke", interpretado por Dan Snatch, e "Rapper Dapper Snapper", interpretado por Edwin Birdsong. "Money" é uma música de R&B construída sobre uma "batida" produzida por Hit-Boy com letras que giram em torno do dinheiro não ser importante.
"One More Try" é um cover da canção de mesmo nome de George Michael de 1988, com um "gosto de anos 80" e uma produção 'sentimental'. "Heavenly (No Ways Tired / Can't Give Up Now)" é uma música gospel com um coro que é dedicado como uma homenagem ao falecido reverendo James Cleveland. Ele contém um trecho do sermão do reverendo "God's Promise", realizado por James Cleveland. A música também contém uma amostra de "Can't Give Up Now", interpretada por Mary Mary, "I Don't Feel No Ways Tired", interpretada por James Cleveland e "Good Ole Music", interpretada por Funkadelic.
A edição de luxo do álbum consiste em quatro músicas extras; a faixa de abertura "It's A Wrap" traz a cantora americana Mary J. Blige. A canção contém uma amostra de "I Belong to You" de Barry White , interpretada pela Love Unlimited Orchestra. " Betcha Gon' Saber " foi originalmente gravada, e colocada no álbum de 2009 de Carey Memoirs of an Imperfect Angel, o remix com R. Kelly vazou em julho de 2011, e possui influência de R&B. Carey anunciou que o remix iria aparecer no álbum como uma faixa bônus da edição de luxo. "The Art of Letting Go" é uma balada com uso do piano, cordas e violão. As letras da canção falam sobre uma experiência pessoal que Carey enfrentou ao longo dos anos, possivelmente incluindo os primeiros dias de sua carreira quando ela assinou com a Columbia Records através de seu relacionamento com seu então marido, o ex-executivo de Sony Music, Tommy Mottola. A canção era originalmente a inspiração para intitular também o álbum de The Art of Letting Go entretanto, durante uma entrevista para MTV em fevereiro de 2014, Carey revelou que estava frustrada pelo fato de o título do álbum ter vazado, uma vez que não pretendia que o público soubesse disso ainda, e como resultado, ela estaria renomeando o álbum.

## Título e capa
Em junho de 2013, foi anunciado que Carey "ainda estava escolhendo entre dois títulos" para o álbum. Em 16 de junho de 2013, o Walmart colocou o álbum em pré-venda e revelou seu título como  The Art of Letting Go. No dia seguinte, o produtor Jermaine Dupri confirmou que o Walmart estava correto e que o álbum seria chamado The Art of Letting Go. Em fevereiro de 2014, Carey expressou consternação pelo fato de o título do álbum ter vazado e confirmado que um novo título seria agora escolhido. O álbum agora seria intitulado Me. I Am Mariah... The Elusive Chanteuse, um título de duas partes levando o nome de duas coisas pessoais para Carey. A primeira parte é a legenda do "primeiro e único auto-retrato" de Carey, um desenho que ela desenhou quando criança, incluído como parte da contracapa do álbum, enquanto a segunda metade é um apelido que ela adotou recentemente. Resumindo o conceito do título e do álbum, Carey disse: "Este álbum é um reflexo de alguns dos picos e vales que me fizeram ser quem eu sou hoje. Eu sempre me conheci. Eu sou Mariah". Carl Williot da Idolator, chamou o título do álbum de "absurdo" e "insano". Ele também criticou Carey por incluir uma pontuações "irritantes" na lista de faixas, incluindo uma hashtag (#)  para a música "#Beautiful", um ponto final (.) para a música "Cry". e acrescentando caracteres à música "Money ($ * / ...)". Dan Macsai da Time, chamou-lhe "o maior e melhor título de um álbum de todos os tempos".
Na capa da edição padrão, Carey posa com os braços atrás da cabeça, usando um maiô de crochê de cor de pele. A edição de luxo apresenta um close-up do rosto de Carey, no mesmo fundo beijado pelo sol. Jeremy Blacklow do Yahoo! Music comentou que alguns fãs sentiram que o olhar da cantora na capa do álbum estava "retocado ao extremo".

## Lançamento
Na edição de abril de 2012 da revista Shape, Carey declarou: "Eu comecei a escrever músicas para um novo álbum, que espero que saia em 2012. Voltando ao estúdio e fazendo música novamente - o que eu realmente amo fazer - é a melhor maneira de acabar com este ano louco". Em agosto de 2012, o então empresário de Carey, Ryan Seacrest, disse à Billboard que o álbum estava pronto para ser lançado em março de 2013. Carey disse a Ryan Seacrest em setembro de 2012: "Eu quero que [seja lançado] mais cedo, mas eu acho que não estará pronto até janeiro de 2013, em algum lugar por aí. Eu queria colocar outro single, uma balada. Eu adoro, mas ainda estou escrevendo, continuo trabalhando. Então, você nunca sabe o que vai acabar sendo".
Em fevereiro de 2013, Carey afirmou que lançaria o álbum o mais rápido possível. O álbum foi adiado para maio de 2013, que logo mudou para 23 de julho. No entanto, o álbum foi novamente adiado. Em 10 de fevereiro de 2014, foi anunciado que o álbum estava pronto para ser lançado em 6 de maio de 2014. Carey discutiu questões sobre os singles que falharam e empurrou para trás durante uma entrevista para a Billboard, para a reportagem de capa da revista. Ela disse que queria que os fãs ouvissem o álbum como um trabalho completo e, assim, a performance de singles individuais era menos importante. Carey também considerou usar a estratégia usada por Beyoncé, que lançou seu álbum autointitulado na iTunes Store em dezembro de 2013, sem qualquer aviso prévio, mas a Def Jam confirmou que o álbum de Carey receberia um lançamento tradicional com pré-vendas a partir de 1 de maio e a divulgação da capa do álbum, lista de faixas e data de lançamento para 27 de maio. O álbum também foi lançado cedo para ser lançado pela iTunes americano primeiramente em 20 de maio de 2014. O álbum serviu como último lançamento da cantora sob seu acordo com Def Jam.

## Promoção

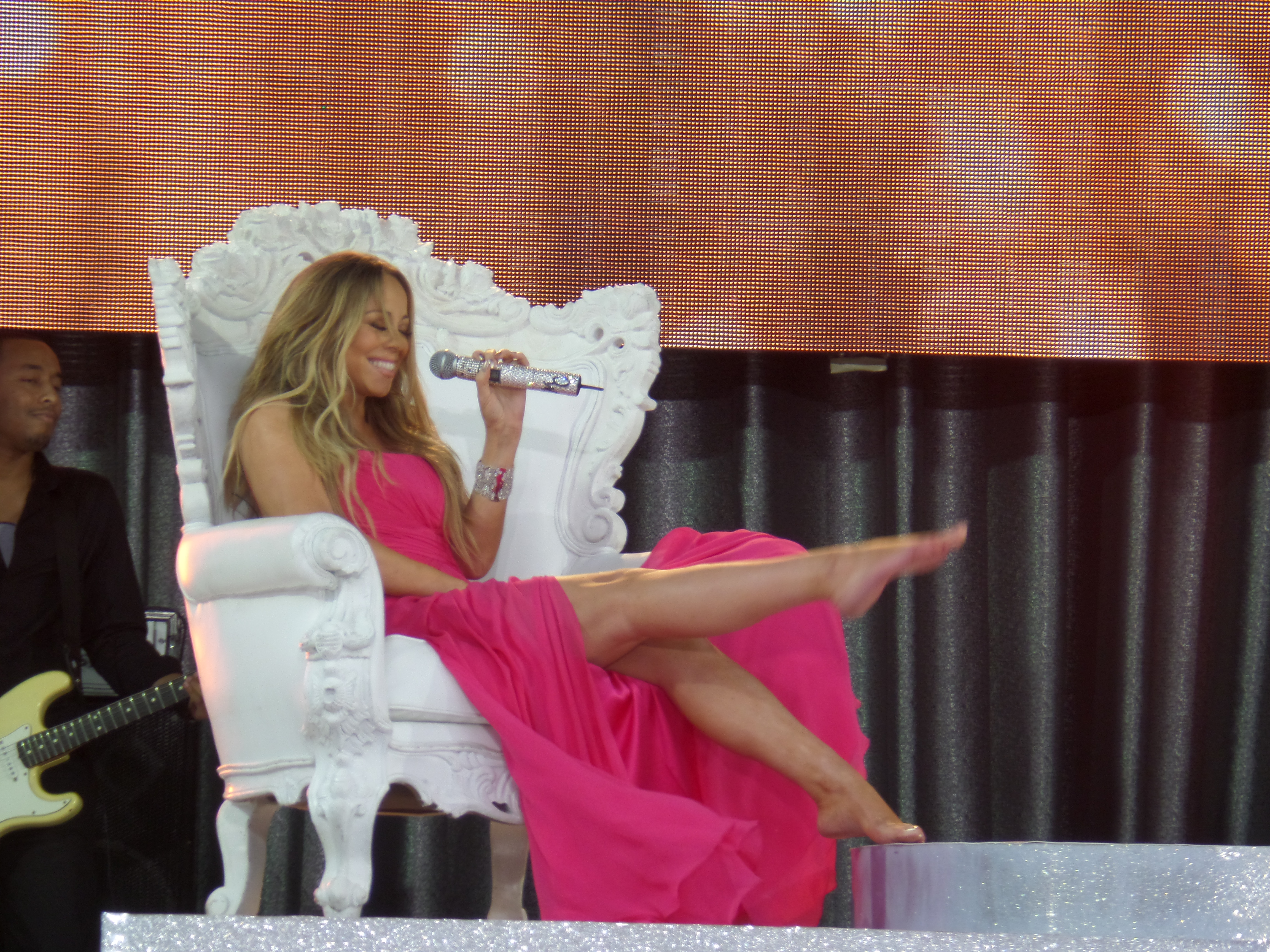
Carey cantando "#Beautiful" ao vivo no Good Morning America, 24 de maio de 2013.

Carey gravou uma performance de "#Beautiful" junto com uma mistura de seus maiores sucessos em 15 de maio de 2013. O medley incluiu a estréia de Carey "Vision of Love", assim como outras músicas como "Make it Happen", "We Belong Together", "My All", e "Hero". A gravação foi ao ar no dia seguinte (16 de maio) durante o episódio final da segunda temporada do American Idol. Carey cantou "#Beautiful" com Miguel em 2 de junho de 2013, no festival Summer Jam XX do Hot 97. Ela performou o remix da música com Young Jeezy e Miguel em 30 de junho de 2013, no BET Awards.
A cantora gravou uma performance de "The Art of Letting Go", junto com uma mistura de "Auld Lang Syne", "Fantasy", "Honey", "#Beautiful", "Emotions", "Always Be My Baby", "Touch My Body" e "We Belong Together", para o Dick Clark's New Year's Rockin' Eve, que foi ao ar em 31 de dezembro de 2013. Carey cantou "You're Mine (Eternal)" pela primeira vez no  BET Honors em 8 de fevereiro , 2014 e o show estreou na TV segunda-feira, 24 de fevereiro de 2014. Em 13 de fevereiro de 2014, Carey tocou a música ao vivo enquanto iluminava o Empire State Building. Carey abriu o World Music Awards de 2014 com uma performance de "Meteorite" e recebeu o Pop Icon Awards por ter vendido mais de 200 milhões de discos e ter mais singles número um nos Estados Unidos do que qualquer outro artista solo.

### Singles
"#Beautiful" foi lançado como primeiro single do álbum em 7 de maio de 2013. "#Beautiful" fez sua estréia na Billboard Hot 100 no número 24, a maior estreia da semana. Desde então, atingiu o pico em 15, tornando-se o 33º Top 20 de Carey, e sendo um dos apenas 5 a perder o Top 10. Também deu a Miguel o seu terceiro Top 20 depois de Power Trip (2013) e Adorn (2012). De acordo com a Nielsen SoundScan, "#Beautiful" vendeu 1,2 milhão de cópias nos Estados Unidos em abril de 2014. Internacionalmente, a música alcançou o top-10 na Austrália, Croácia, Dinamarca, Nova Zelândia, África do Sul e Coréia do Sul. O videoclipe de "#Beautiful" foi dirigido por Joseph Kahn. Foi filmado em 21 e 22 de abril de 2013. O vídeo deveria ter sua estréia mundial no American Idol em 8 de maio de 2013, no entanto, a data de lançamento foi adiada para 9 de maio de 2013. Ele foi disponibilizado para visualização no Vevo e no YouTube imediatamente após sua estréia na televisão.
O segundo single do álbum, "The Art of Letting Go", teve sua estréia mundial via Facebook em 11 de novembro de 2013. Foi comercialmente mal sucedida, chegando ao número 19 na Billboard Bubbling Under Hot 100 Singles. "You're Mine (Eternal)" foi lançado como o terceiro single em 12 de fevereiro de 2014. Comercialmente, a canção teve sucesso limitado, figurando entre o top 40 na Hungria, Coréia e Espanha. Nos Estados Unidos, a música chegou ao número 88 na Hot 100, mas tornou-se o 17º single de Carey na Hot Dance Club Songs, colocando-a na quinta posição como artista com a mais músicas número um naquele gráfico. "You Don't Know What to Do" impactou as rádios de sucessos contemporâneos em 30 de junho de 2014 e a rádio rítmica em 1 de julho de 2014.

## Recepção da crítica
| Críticas profissionais | Críticas profissionais |
| Pontuações agregadas   | Pontuações agregadas   |
| Fonte                  | Avaliação              |
| ---------------------- | ---------------------- |
| AnyDecentMusic?        | 5.8/10                 |
| Metacritic             | 67/100                 |
| Avaliações da crítica  |                        |
| Fonte                  | Avaliação              |
| AllMusic               | [ 106 ]                |
| Entertainment Weekly   | B                      |
| Fact                   | [ 107 ]                |
| The Guardian           | [ 108 ]                |
| Los Angeles Times      | [ 109 ]                |
| New York Daily News    | [ 34 ]                 |
| Pitchfork Media        | 7.7/10                 |
| Rolling Stone          | [ 111 ]                |
| Slant Magazine         | [ 112 ]                |
| USA Today              | [ 44 ]                 |

Após o lançamento, o álbum recebeu críticas positivas em geral. O site de revisões Metacritic fornece uma classificação média ponderada de um álbum com base nas revisões independentes que utiliza e o álbum tem uma pontuação de 67 de 100, com base em 15 comentários. No AllMusic, Andy Kellman classificou o álbum com três e meio estrelas em cinco, dizendo como Mariah abandonou a brevidade de seus lançamentos anteriores, mas diz que a cantora ainda é capaz de entregar 40 minutos de força, R&B supremamente sonoro quando e que ela está pronta para isso". Ele também afirmou que a edição padrão do álbum poderia ter funcionado melhor sem "Money" que soa estrondosa e bagunçada, o som estranhamente barato de "One More Try", e o duro/vazio "Thirsty". Kenneth Partridge da Billboard classificou o álbum de 77 em 100, escrevendo como Mariah encontrou seu nicho musical que seus fãs esperam que seja uma "mistura de balada pop-classicista e interferência de verão com hip-hop". Na Entertainment Weekly, Melissa Maerz classificou o álbum como B, dizendo como o lançamento prova que a voz dela foi posta à prova, escrevendo que Mariah está "tentando ligar uma nota onde parece que a tecnologia digital pode segurá-la pelas tiras do maiô de crochê". De acordo com Gardner, no entanto, o vocal de Mariah é "relaxado e confiante". Além disso, Sargent observa que Mariah "raramente pareceu tão confortável".
Jim Farber do New York Daily News, classificou o álbum de quatro estrelas de cinco, escrevendo que o título não indica o conteúdo como um todo, porque ele diz que Mariah não é "indescritível" no mínimo em um álbum onde ela "deixa seu talento mais claro". No USA Today, Elysa Gardner classificou o álbum com três estrelas e meia de quatro, comentando se "Indiferente ou não, esta cantora é uma sobrevivente, e isso é uma coisa rara no instável cenário pop polarizado de hoje". Glenn Gamboa, do Newsday, classificou o álbum como A-, comentando como Mariah "acertou", porque "prefere música de som intemporal", com grandes resultados". Troy L. Smith classificou o álbum como B, indicando como a música serpenteia para os últimos estágios do álbum, mas ainda assim nota que Mariah ainda escolhe os colaboradores corretos para trabalhar no lançamento. De acordo com Maher, no entanto, as colaborações não servem para nada, apenas mostra como Mariah está "desesperadamente contornando a identidade", o que "deixa o álbum abaixo do esperado". No Los Angeles Times, August Brown classificou o álbum com duas estrelas e meia de quatro, indicando como Mariah se refreou vocalmente no álbum, onde ela mostra sua relevância continuada. Kevin Ritchie do jornal Now, classificou o álbum com quatro estrelas de cinco, escrevendo que "Carey volta para adicionar seu toque brilhante para músicas pop feitas para o verão". Na Pitchfork, Jordan Sargent classificou o álbum em 7.7 de dez, dando-lhe crédito por não parecer "desesperada" porque a tonalidade é "desafiadoramente como Mariah, reconhecendo seu lugar no ecossistema pop tanto implícita quanto explicitamente sem mastigar o pouco".
Nick Murray, da Rolling Stone, classificou o álbum com três estrelas de cinco, observando como "a coesão estilística é tão indescritível quanto a própria cantora". No The Guardian, Caroline Sullivan classificou o álbum com três estrelas de cinco, indicando como o lançamento contém "uma boa dose de desordem", no entanto, Mariah é "também mais emotiva e melódica" em um lançamento que ela chama de "um retorno bem-vindo". Eric Henderson da Slant Magazine avaliou o álbum com três estrelas de cinco, observando como o lançamento é marcado por "pastiches" de R&B não disciplinados". No The Boston Globe, Sarah Rodman fez uma revisão mista do álbum, comentando como até mesmo os bons momentos são "sabotados", e o lançamento como um todo é altamente previsível com "Sarah Rodman fez uma revisão mista do álbum, comentando como até mesmo os bons momentos são "sabotados", e o lançamento como um todo é altamente previsível com "um punhado de músicas intercambiáveis entre lentas e médias na atmosfera pulsante - várias com faixas rítmicas distraídas e inquietantes - mas com pouca melodia ou verve". Aimee Cliff do Fact, avaliou o disco com dois discos e meio de cinco, comparando o álbum de forma desfavorável ao álbum autointitulado de Beyoncé escrevendo que "o álbum simplesmente não tem a mesma franqueza franca que caracterizou a enorme declaração de Beyoncé". No musicOMH, Amelia Maher avaliou o álbum com duas estrelas e meia de cinco, dizendo como o alcance vocal de Mariah é, sem dúvida, robusto, mas desta vez no lançamento ela "fica aquém". Na listra dos 20 melhores álbuns de R&B da Rolling Stone em 2014, Me. I Am Mariah... The Elusive Chanteuse foi classificado no número 18.

### Listas de fim de ano
| Publication                    | Accolade                             | Rank |
| ------------------------------ | ------------------------------------ | ---- |
| Rolling Stone                  | Os 20 melhores álbuns de R&B de 2014 | 18   |
| The Daytona Beach News-Journal | Os melhores álbuns de 2014           | —    |
| The Quietus                    | Os 10 álbuns de R&B de 2014          | 5    |
| Vibe                           | Os 46 melhores álbuns de 2014        | 5    |

## Desempenho comercial
Nos Estados Unidos, Me. I Am Mariah…The Elusive Chanteuse estreou no número três na Billboard 200, com vendas de 58.000 cópias. É o seu 17º maior álbum nos EUA, mas se tornou sua menor estréia para um álbum de estúdio não natalino desde que a Nielsen SoundScan começou a acompanhar as vendas em 1991. O álbum rapidamente caiu, e esteve presente na Billboard 200 por um total de oito semanas, o menor número de semana de um álbum de estúdio de Carey. Até abril de 2015, o álbum já havia vendido 122.000 cópias nos Estados Unidos. A Billboard especulou que sua fraca taxa de vendas na primeira semana até o total de vendas em 2014, era que o interesse pelo álbum veio principalmente de um grupo cada vez menor de fãs obstinados. Até novembro de 2018, 127.000 cópias do produto haviam sido comercializadas nos EUA.
Enquanto isso, no Reino Unido, o álbum chegou ao número 14 no UK Albums Chart, com vendas de 6.547 cópias. Em sua segunda semana, o álbum caiu para o número 54, antes de cair para fora do Top 100 em sua terceira semana.

## Alinhamento de faixas
| Me. I Am Mariah... The Elusive Chanteuse – Edição Padrão |                                                                       | |                                                    |         |  |
| N.º                                                      | Título                                                                | Compositor(es) | Produtor(es)                                       | Duração |  |
| 1.                                                       | "Cry."                                                                | Mariah Carey James "Big Jim" Wright | Carey Wright                                       | 4:49    |  |
| 2.                                                       | "Faded"                                                               | Carey Mike Williams Denisia “Blu June” Andrews | Carey Mike Will Made-It                            | 3:39    |  |
| 3.                                                       | "Dedicated" (com participação de Nas)                                 | Carey Chauncey Hollis James Fauntleroy Nasir Jones Dennis Coles Robert Diggs Gary Grice Lamont Hawkins Jason Hunter Russell Jones Clifford Smith Corey Woods | Carey Hit-Boy Darhyl "Hey DJ" Camper Hazebanga [a] | 4:13    |  |
| 4.                                                       | "Beautiful" (com participação de Miguel)                              | Miguel Carey Nathan Perez Brook "D'Leau" Davis Mac Robinson Brian Keith Warfield                                                                             | Miguel Carey Happy Perez [b] Davis [a]             | 3:20    |  |
| 5.                                                       | "Thirsty"                                                             | Carey Hollis Andrews Maryann Tatum | Carey Hit-Boy Rey Reel [b]                         | 3:26    |  |
| 6.                                                       | "Make It Look Good"                                                   | Carey Jermaine Dupri Bryan-Michael Cox Walter "Bunny" Sigler Allan Felder                                                                                    | Carey Dupri Cox                                    | 3:23    |  |
| 7.                                                       | "You're Mine (Eternal)"                                               | Carey Rodney "Darkchild" Jerkins | Carey Jerkins                                      | 3:44    |  |
| 8.                                                       | "You Don't Know What to Do" (com participação de Wale)                | Carey Dupri Cox Olubowale Akintimehin Patrick Adams Terri Gonzalez                                                                                           | Carey Dupri Cox                                    | 4:47    |  |
| 9.                                                       | "Supernatural"                                                        | Carey Dupri Cox | Carey Dupri Cox                                    | 4:38    |  |
| 10.                                                      | "Meteorite"                                                           | Carey Kamaal Fareed Felder Norman Harris Ron Tyson | Carey Q-Tip                                        | 3:51    |  |
| 11.                                                      | "Camouflage"                                                          | Carey Wright | Carey Wright                                       | 4:49    |  |
| 12.                                                      | "Money ($ * / ...)" (com participação de Fabolous)                    | Carey Hollis John Jackson Dan Satch Edwin Birdsong | Carey Hit-Boy                                      | 4:55    |  |
| 13.                                                      | "One More Try"                                                        | George Michael | Carey Dupri Cox                                    | 6:17    |  |
| 14.                                                      | "Heavenly (No Ways Tired / Can't Give Up Now)"                        | Carey Curtis Burrell George Clinton, Jr. | Carey Dupri Cox                                    | 5:39    |  |
| 15.                                                      | "Me. I Am Mariah... The Elusive Chanteuse" (somente edições digitais) | |                                                    | 1:12    |  |
| Duração total:                                           | Duração total:                                                        | Duração total: | Duração total:                                     | 62:42   |  |

| Me. I Am Mariah... The Elusive Chanteuse – Edição de luxo (faixas bônus) |                                                                       |                                                    |                                            |         |  |
| N.º                                                                      | Título                                                                | Compositor(es)                                     | Produtor(es)                               | Duração |  |
| 15.                                                                      | "It's a Wrap" (com participação de Mary J. Blige)                     | Carey Barry White                                  | Carey Heatmyzer C. "Tricky" Stewart Wright | 4:04    |  |
| 16.                                                                      | "Betcha Gon' Know" (com participação de R. Kelly)                     | Carey Terius "The-Dream" Nash Stewart Wright Kelly | Carey Stewart Nash Wright                  | 3:54    |  |
| 17.                                                                      | "The Art of Letting Go"                                               | Carey Jerkins                                      | Carey Jerkins                              | 3:44    |  |
| 18.                                                                      | "Me. I Am Mariah... The Elusive Chanteuse" (somente edições digitais) |                                                    |                                            | 1:12    |  |

| Me. I Am Mariah... The Elusive Chanteuse – Edição Target/Japonesa de luxo (faixas bônus) |                         |                                    |              |         |  |
| N.º                                                                                      | Título                  | Compositor(es)                     | Produtor(es) | Duração |  |
| 18.                                                                                      | "America the Beautiful" | Katharine Lee Bates Samuel A. Ward | Carey Wright | 1:58    |  |

Notas
- Nota a: Denota um co-produtor.
- Nota b: Denota um produtor adicional.
- "Cry" é estilizada como "Cry.".
- "Beautiful" é estilizada como "#Beautiful".
- "Dedicated" contém demonstrações de "Da Mystery of Chessboxin'", interpretada por Wu-Tang Clan.[132]
- "Make It Look Good" contém interpolações de "Let Me Make Love to You", escrita por Walter "Bunny" Sigler e Allan Felder.[132]
- "You Don't Know What to Do" contém interpolações de "I'm Caught Up in a One Night Love Affair", escrita por Patrick Adams e Terri Gonzalez.[132]
- "Meteorite" contém demonstrações de "Goin' Up in Smoke", interpretada por Eddie Kendricks.[132]
- "Money" é estilizada como "Money ($ * / ...)". Contém ainda demonstrações de "Alabeke", escrita e interpretada por Edwin Birdsong.[132]
- "One More Try" é uma regravação da canção de mesmo nome lançada por George Michael em 1988.
- "Heavenly (No Way Tired / Can't Give Up Now)" é dedicada como um tributo ao cantor James Cleveland. Contém excertos do sermão "God's Promise" de Cleveland. Possui demonstrações de "Can't Give Up Now" de Mary Mary, "I Don't Feel No Ways Tired" de James Cleveland e "Good Ole Music" de Funkadelic.[132]
- "It's a Wrap" contém demonstrações de "I Belong to You" de Barry White, interpretada por Love Unlimited Orchestra.[132]

## Créditos
Adaptado do AllMusic.
- Mariah Carey – produtora executiva, encarte, artista principal, produtora, arranjo vocal, vocais, vocais de fundo
- Ray Angry – teclados
- Cindi Berger – relações públicas
- Stacey Laverne Berry – coro
- Nakiba Bonds – coro
- Delbert Bowers – assistente
- Troy Bright – coro
- Fivela de Kristofer – maquiagem
- Caroline Buckman – viola
- Daryl "DJ" Camper – produtor
- Sr. marroquino também conhecido como marroquino Scott Cannon – artista de destaque
- Dembabies aka Ms. Monroe – artista em destaque
- Louis Cato – baixo
- Matt Champlin – engenheiro
- Lauren Chipman – viola
- Jeremy Cimino – assistente
- Giovanna Clayton – violoncelo
- Bryan-Michael Cox – produtor, vocais de fundo
- Brook Davis – produção adicional, programação de bateria
- Joel Derouin – mestre de concerto, violino
- Jermaine Dupri – gestão, mixagem, produtor, vocais de fundo
- Jnyflower Choe – gestão
- Nico Essig – assistente
- Fabolous – artista de destaque
- James Fauntleroy – vocais de fundo
- Connie Filippelo – relações públicas
- Vanessa Freebairn-Smith – violoncelo
- Chris Galland – assistente
- Brian Garten – engenheiro, mixagem, mixagem vocal
- Ayana George – coro
- Larry Gold - maestro, arranjos de cordas
- Ajanee Hambrick – coro
- Chandler Harrod - assistente
- Tamara Hatwan – violino
- Haze Banga – produção adicional, engenheiro, mixagem, vocais
- Hit-Boy – produtor
- Melinda Michelle Holder-Dawkins – coro
- John Horesco – engenheiro
- Stephen Hybicki – engenheiro
- Jaycen Joshua – mixagem
- Rodney "Darkchild" Jerkins – produtor
- Takeytha Johnson – vocais de fundo
- Nasir "Nas" Jones – artista de destaque
- R. Kelly – artista em destaque
- Julie Jung – violoncelo
- Rob Katz – assistente
- Ryan Kaul – assistente
- Marisa Kuney – violino
- Karen Kwak – A&R
- Latasha Jordan – coro
- Songa Lee – violino
- Mario de León – violino
- Melanie Lesley – coro
- Scott Marcus – A&R
- Manny Marroquin – mixagem
- Kevin Matela – assistente
- Sherry McGhee – coro/vocais de fundo
- Erin McGlover – coro
- Serena McKinney – violino
- Louise McNally – gestão
- Rachel MacIntosh – Assistente de Mariah Carey
- Melanie Rochford – coro
- Angelina Mendez – coro
- Miguel Pimentel – programação de bateria, artista de destaque, guitarra, produtor, vocal
- Mike Will Made It – produtor
- Greg Morgan – engenheiro
- Tiffany Morriar – coro
- Oresa Napper-Williams – coro
- Melodie Nicholson – coro
- Barnell Norman – coro
- Serge Normant – cabeleireiro
- Grace Oh – violino
- Keith Parry – assistente
- Ilani Patterson – coro
- Happy Perez – guitarrista, produtor
- Bob Peterson – violino
- Jackie Phillips – coro
- Chris Plata – engenheiro
- Kaila Potts – viola
- Herb Powers, Jr. – masterização
- Andy Proctor – produção de pacotes
- Q-Tip – teclados, produtor
- Rey Reel – produtor
- Daniela Rivera – assistente
- Dave Rowland – assistente
- Zane Shoemake – assistente
- Chris Sholar – guitarra
- Kathleen Sloan – violino
- Katrina Spence – coro
- Malik Spence – coro
- Steve Stoute – vocais
- Rob Suchecki – assistente
- Brian Sumner – engenheiro
- Jess Sutcliffe – engenheiro
- Shari Sutcliffe – contratação, coordenação de produção
- Jenny Takamatsu – violino
- Phil Tan – mixagem
- Kaylana Tatum – vocais de fundo
- Mary Ann Tatum – arranjo vocal, produtor vocal, vocais de fundo
- Keith R. Tucker – A&R
- Julio Whitaker – vocais de fundo
- Eric Turner – coro
- Ina Veli – violino
- Josefina Vergara – violino
- Wale – artista de destaque
- Andre Washington – coro
- Matt Weber – assistente
- Karla Welch – estilista
- Blair Wells – engenheiro
- Andy West – design
- Thomas Whiteside – fotografia
- Mike Whitson – viola
- Stevie Wonder – gaita, solista
- Eric Wong – marketing
- James "Big Jim" Wright – produtor
- Kristen Yiengst – arte, produção de fotos
- Kenta Yonesaka – assistente, engenheiro
- Gabriel Zardes – assistente

## Desempenho nas tabelas musicais
| Chart (2014)                            | Maior posição |
| --------------------------------------- | ------------- |
| Alemanha (Offizielle Top 100)           | 27            |
| Austrália (ARIA)                        | 5             |
| Austrália (ARIA)                        | 2             |
| Áustria (Ö3 Austria Top 40)             | 38            |
| Bélgica (Ultratop Flandres)             | 41            |
| Bélgica (Ultratop Valônia)              | 23            |
| Canadá (Billboard)                      | 8             |
| Coreia do Sul (GAON)                    | 12            |
| China (Sino)                            | 4             |
| Croácia (IFPI)                          | 14            |
| Dinamarca (Hitlisten)                   | 13            |
| Escócia (Official Scottish Albums)      | 32            |
| Espanha (PROMUSICAE)                    | 10            |
| Estados Unidos (Billboard 200)          | 3             |
| Estados Unidos (Top R&B/Hip Hop Albums) | 1             |
| Países Baixos (Dutch Charts)            | 14            |
| França (SNEP)                           | 26            |
| Irlanda (IRMA)                          | 19            |
| Itália (FIMI)                           | 15            |
| Japão (Oricon)                          | 25            |
| México (Top 100)                        | 47            |
| Nova Zelândia (RMNZ)                    | 11            |
| Reino Unido (Official Albums Chart)     | 14            |
| Reino Unido (UK R&B Albums Chart)       | 2             |
| República Tcheca (ČNS IFPI)             | 15            |
| Suíça (Schweizer Hitparade)             | 16            |
| Taiwan (G-Music)                        | 2             |

| Chart (2014)                            | Posição |
| --------------------------------------- | ------- |
| Alemanha (ARIA)                         | 42      |
| Estados Unidos (Top R&B/Hip-Hop Albums) | 39      |

## Histórico de lançamento
| País           | Data               | Edição         | Formato                 | Editora discográfica  |
| -------------- | ------------------ | -------------- | ----------------------- | --------------------- |
| Alemanha       | 23 de Maio de 2014 | Padrão, deluxe | - CD - download digital | Universal Music       |
| Austrália      | 23 de Maio de 2014 | Padrão, deluxe | - CD - download digital | Universal Music       |
| Portugal       | 26 de Maio de 2014 | Padrão, deluxe | - CD - download digital | Universal Music       |
| Reino Unido    | 26 de Maio de 2014 | Padrão, deluxe | - CD - download digital | Virgin EMI            |
| Canadá         | 27 de Maio de 2014 | Padrão, deluxe | - CD - download digital | Universal Music       |
| Estados Unidos | 27 de Maio de 2014 | Padrão, deluxe | - CD - download digital | Def Jam               |
| Japão          | 28 de Maio de 2014 | Padrão, deluxe | Download digital        | Universal Music Japão |
| Japão          | 4 de Junho de 2014 | Padrão         | CD                      | Universal Music Japão |